# Kriton

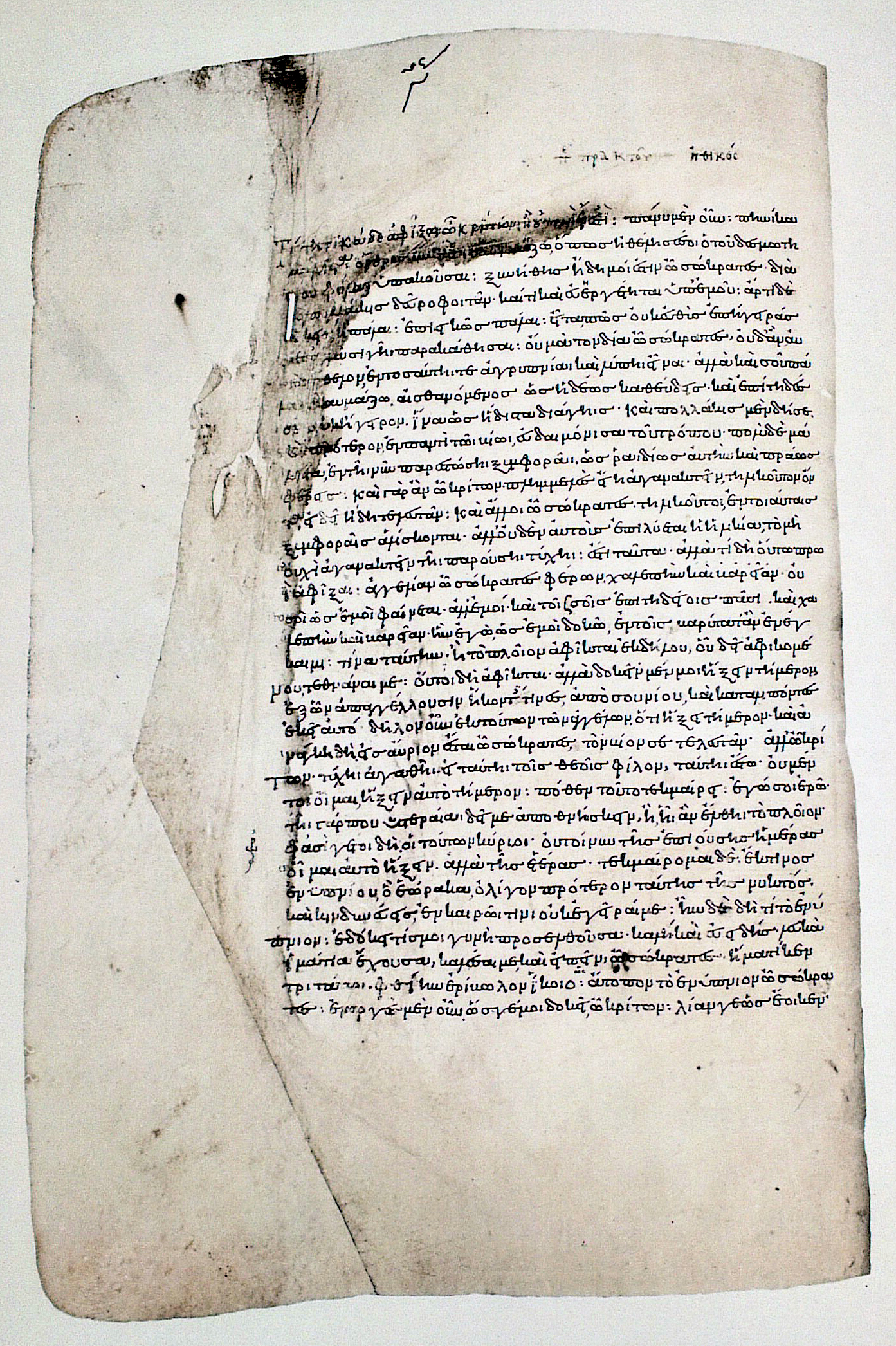
Der Anfang des Kriton in der ältesten erhaltenen mittelalterlichen Handschrift, dem 895 geschriebenen Codex Clarkianus

Der Kriton (altgriechisch Κρίτων Krítōn) ist ein in Dialogform verfasstes Werk des griechischen Philosophen Platon. Den Inhalt bildet ein fiktives, literarisch gestaltetes Gespräch. Platons Lehrer Sokrates diskutiert mit seinem Freund und Schüler Kriton, nach dem der Dialog benannt ist.
Sokrates ist wegen Asebie (Gottlosigkeit) und Verführung der Jugend zum Tode verurteilt worden. Er befindet sich im Gefängnis, wo er auf seine bald bevorstehende Hinrichtung wartet. Kriton besucht ihn, um ihn zur Flucht zu bewegen. Sokrates lehnt jedoch den Vorschlag ab. Er erläutert seine Entscheidung ausführlich. Sie beruht auf den philosophischen Grundsätzen, zu denen er sich bekennt: Konventionelle Ansichten sind belanglos, maßgeblich ist nur die Vernunft, die Richtschnur hat unter allen Umständen die Gerechtigkeit zu sein. Man darf Unrecht nicht mit Unrecht vergelten und generell nichts Schlechtes tun; Verpflichtungen sind einzuhalten. Diese Prinzipien sind wichtiger als die Rettung des Lebens. Auch einem ungerechten Gerichtsurteil darf sich ein Bürger nicht entziehen, da er sonst die Gültigkeit der Gesetze und damit die Grundlage des geordneten Zusammenlebens im Staat verneinen würde, was ein Unrecht wäre. Es wäre ein Verstoß gegen die Loyalitätspflicht des Bürgers gegenüber der staatlichen Gemeinschaft. Kriton kann auf die Argumente des Sokrates nichts erwidern.
In der altertumswissenschaftlichen Forschung, aber auch in modernen philosophischen Debatten wird der im Kriton thematisierte unbedingte Gesetzesgehorsam kontrovers diskutiert. Im philosophischen Diskurs geht es dabei um den Gewissenskonflikt, der entsteht, wenn eine gültige Rechtsnorm zu einem Verhalten zwingt, das aus der Sicht eines Betroffenen ein offenkundiges schweres Unrecht darstellt. In der philosophiegeschichtlichen Forschung wird die Frage, ob der Kriton als Plädoyer für bedingungslosen Gehorsam zu verstehen ist, unterschiedlich beantwortet; „autoritäre“ Deutungsmodelle konkurrieren mit „liberalen“. Über die Stichhaltigkeit der Argumentation im Dialog gehen die Meinungen auseinander.

## Ort, Zeit und Teilnehmer

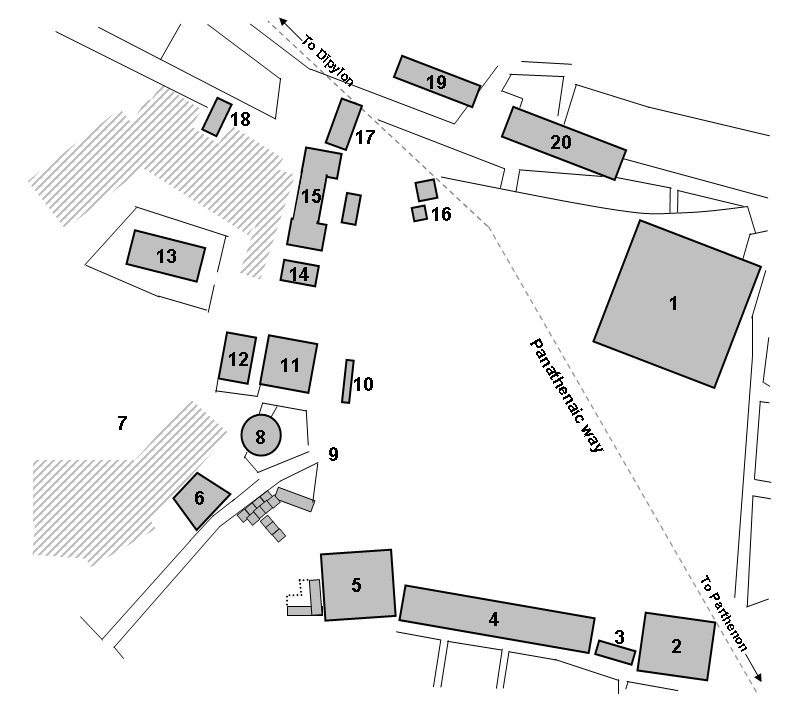
Die Agora von Athen; das Gefängnis lag vermutlich etwa 100 Meter südwestlich des mit Nr. 5 bezeichneten Gebäudes

Das Gespräch, dessen literarische Darstellung möglicherweise auf einer historischen Begebenheit fußt, findet 399 v. Chr. im Gefängnis von Athen statt. Dort ist Sokrates in Haft, seit vor rund vier Wochen das Todesurteil gegen ihn verhängt wurde. Die Hinrichtung wird für den nächsten oder übernächsten Tag erwartet. Der Ort des Gefängnisses kann nicht sicher bestimmt werden. Es befand sich wohl in der Nähe des Gerichtshofs Heliaia, nach Grabungsergebnissen vermutlich etwa 100 Meter südwestlich dieses Gebäudes, knapp außerhalb des Geländes der Agora.
Platon zeichnet von seinem verehrten Lehrer Sokrates ein lebensnah wirkendes Bild. Da es sich aber um ein literarisches Werk handelt, ist stets zu beachten, dass die Ansichten und Argumente, die Platon seiner Dialogfigur in den Mund legt, nicht mit denen des historischen Sokrates identisch sein müssen.
Der einzige Gesprächspartner des Philosophen, sein Freund und Altersgenosse Kriton, war eine historische Gestalt. Er war ein wohlhabender Athener, der wie Sokrates aus dem Demos Alopeke stammte. Als Sokrates angeklagt wurde, bot Kriton vergeblich an, sich bei Verhängung einer Geldstrafe für deren Zahlung zu verbürgen. Nach dem Todesurteil war er bereit, beim Gericht dafür Bürgschaft zu übernehmen, dass Sokrates nicht fliehen würde. Damit wollte er seinem Freund den Gefängnisaufenthalt ersparen, doch wurde auch dieser Vorschlag abgelehnt. Sowohl beim Prozess als auch bei der Hinrichtung war Kriton unter den Anwesenden.
Platon lässt Kriton auch in anderen Dialogen – im Euthydemos und im Phaidon – auftreten. Dabei fällt auf, dass Kriton als konventionell denkender Athener der Philosophie des Sokrates, den er persönlich sehr schätzt, trotz aufrichtigen Bemühens bis zuletzt fremd gegenübersteht.

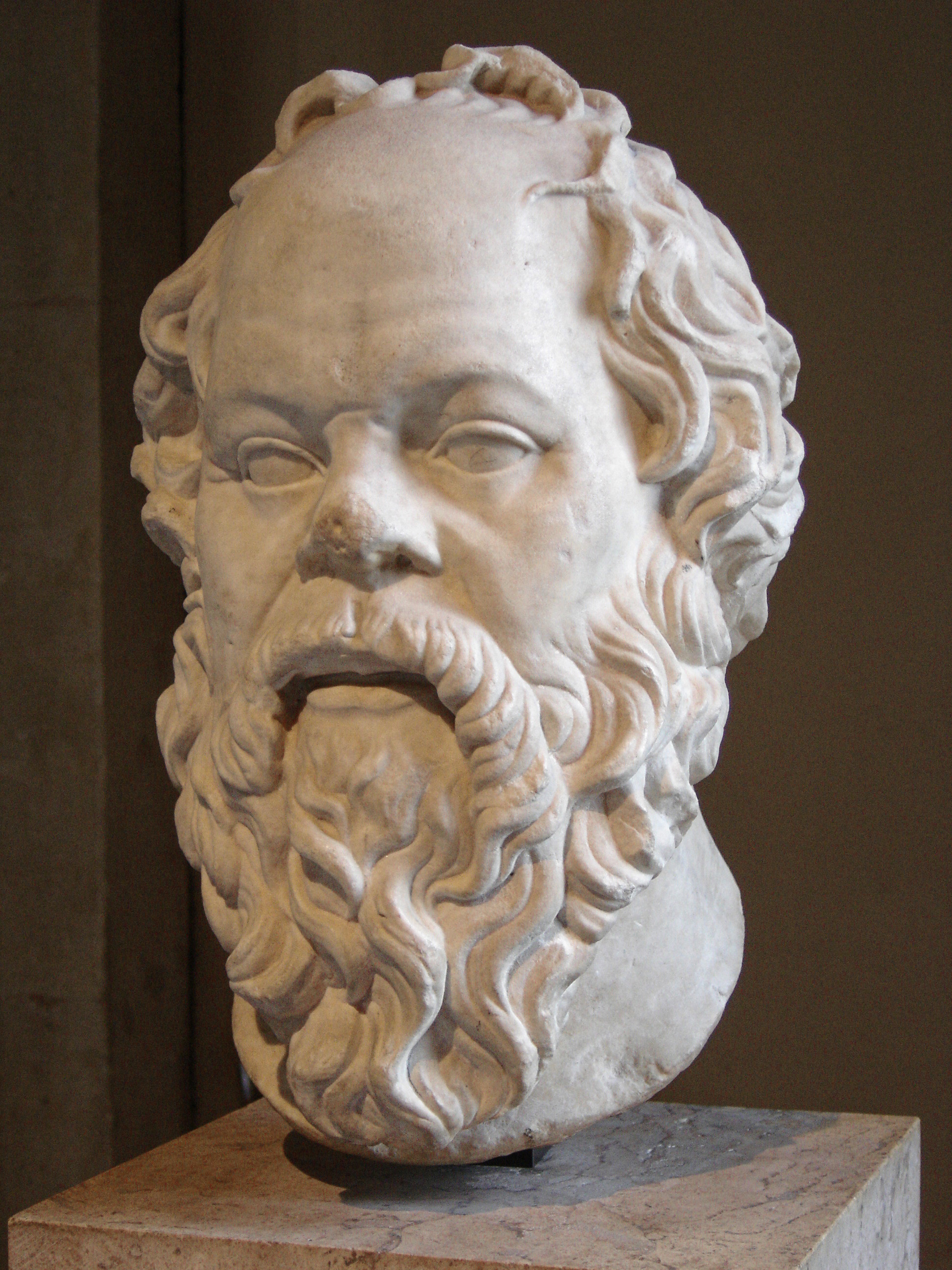
Sokrates (römische Büste, 1. Jahrhundert, Louvre, Paris)

## Inhalt

### Der Vorschlag und die Argumente Kritons
Kriton hat sich schon sehr früh zum Gefängnis begeben, lange vor Tagesanbruch und vor dem Beginn der regulären Besuchszeit. Mit besonderer Genehmigung des Gefängniswärters ist er eingetreten; schweigend hat er sich neben den schlafenden Philosophen gesetzt. Inzwischen hat die Morgendämmerung eingesetzt, Sokrates ist erwacht und zeigt sich verwundert, den Freund so früh zu sehen. Kriton erklärt, dass er ihn nicht vorzeitig wecken wollte. Er äußert sein Staunen über die Leichtigkeit, mit der Sokrates sein Schicksal auf sich nimmt. Dieser weist darauf hin, dass es in seinem Alter – er ist siebzigjährig – unangebracht wäre, über den ohnehin nahenden Tod unwillig zu sein.
Der Anlass für das frühe Kommen des Besuchers ist die bevorstehende Hinrichtung des Häftlings. Kriton erwartet sie für den folgenden Tag, Sokrates für den übernächsten. Für Kriton, der seinen Freund überreden will, in der kommenden Nacht zu fliehen, drängt daher die Zeit. Er hat bereits einen Fluchtplan entworfen und will das Vorhaben durch Bestechung der Gefängniswärter bewerkstelligen. Dabei geht er davon aus, dass sein Vermögen ausreichen wird; sollte dies jedoch nicht der Fall sein, sind viele weitere Freunde gewillt, für die Bereitstellung der benötigten Summe zu sorgen. Dank dieser breiten Hilfsbereitschaft ist es, wie Kriton versichert, nicht erforderlich, dass sich ein Einzelner finanziell ruiniert. In Thessalien hat Kriton Freunde, die Sokrates schätzen und die ihn gerne aufnehmen und seine Sicherheit gewährleisten.
Kriton fürchtet einen Freund zu verlieren, wie er nie wieder einen finden wird. Mit mehreren Argumenten versucht er Sokrates zu überzeugen. Er hält es für die Pflicht der Freunde, in einer solchen Lage ihren Besitz zu opfern; daher könne Sokrates das Angebot ohne Bedenken annehmen. Im Fall der Hinrichtung befürchtet Kriton üble Nachrede; er meint, man werde dann die Freunde des Philosophen beschuldigen, sie hätten es aus Geiz und Feigheit versäumt ihn zu retten. Solchen Vorwürfen möchte sich Kriton nicht aussetzen. Überdies findet er es ungerecht, dass Sokrates, wenn er in den Tod geht, den Willen seiner Feinde erfüllt. Des Weiteren bringt Kriton vor, ein Vater trage Verantwortung für seine noch jungen Kinder. Wer wie Sokrates Kinder gezeugt habe, müsse sich um ihre Erziehung kümmern und dürfe sie nicht im Stich lassen und dem Schicksal von Waisen überlassen.

### Die theoretischen Voraussetzungen der Argumentation des Sokrates
Nachdem Kriton seinen Vorschlag dargelegt, erläutert und begründet hat, geht Sokrates ausführlich darauf ein. Er will ergebnisoffen diskutieren und bittet Kriton, Einwände gegebenenfalls zu äußern. Kriton bringt aber gegen die folgenden Ausführungen nichts vor, denn die Argumentation seines Freundes erscheint ihm schlüssig. Er hört nur noch zu und äußert seine Zustimmung zu den einzelnen Gedankengängen oder sagt, dass er etwas nicht verstanden hat.
Zunächst erinnert Sokrates an den Grundsatz, dass nur objektives, rationales Abwägen eine Entscheidung bestimmen darf. Wenn subjektive Befürchtungen oder Bedürfnisse dem für richtig Befundenen entgegenstehen, darf ihnen kein Einfluss eingeräumt werden, anderenfalls ist man nicht mit den eigenen Prinzipien im Einklang. Belanglos ist auch der Umstand, dass manche Meinungen weit verbreitet sind, denn wichtig ist nicht die Anzahl, sondern nur die Kompetenz der Vertreter einer Auffassung. Die Meinungen der unwissenden Menge zählen nicht.
Wer seinen Körper aus Inkompetenz falsch behandelt hat und damit seine Gesundheit zerrüttet hat, dem erscheint das Weiterleben nicht mehr lohnend. Es gibt aber auch eine andere Art von Zerrüttung. Sie betrifft dasjenige im Menschen – „was es auch sein mag“ –, worauf sich Gerechtigkeit und Ungerechtigkeit beziehen. Mit dieser Umschreibung meint Sokrates die unsterbliche Seele. Sie wird nach seiner Überzeugung durch unrechtes Handeln geschädigt. Nach einer solchen Zerrüttung ist das Leben für den Philosophen nicht mehr lebenswert. Da die Seele weitaus edler und wichtiger ist als der Körper, ist ihre Schädigung viel schlimmer als eine körperliche Beeinträchtigung und auch schlimmer als der Tod. Nicht das Leben an sich ist erstrebenswert, sondern nur ein gutes Leben. Gut leben bedeutet tugendhaft leben, also stets gerecht sein. Dem stimmt Kriton zu. Somit ist die Frage, ob eine Flucht aus dem Gefängnis für einen zu Unrecht Verurteilten angebracht ist, nur unter dem Aspekt der Gerechtigkeit zu untersuchen und zu klären.
Kritons Überlegungen zum finanziellen Aspekt, zu einer möglichen Rufschädigung und zur Erziehung der Kinder nimmt Sokrates nicht ernst. Derartige Gesichtspunkte sind für ihn belanglos. Er vergleicht solche Beweggründe mit den Impulsen der vernunftlosen Leute, die jemand leichtsinnig zum Tode verurteilen und später ihre Tat gern wieder rückgängig machen würden, wenn das möglich wäre.
Sokrates erinnert seinen Freund an ihre gemeinsamen Überzeugungen, auf die sie sich vor langem verständigt haben und zu denen sie sich seither immer bekannt haben. Es wäre abwegig, diese durchdachten Grundsätze nun in fortgeschrittenem Alter einfach fallen zu lassen, als wären es nur kindische Einfälle gewesen. Den Ausgangspunkt bildet die Überzeugung, dass es ausnahmslos unter allen Umständen prinzipiell falsch ist, etwas Unrechtes zu tun. Unter Unrecht versteht Sokrates alles, was jemanden schädigt. Das Schädigen hält er auch dann für absolut unzulässig, wenn es sich um Vergeltung für ein Unrecht handelt, das man selbst erlitten hat, beispielsweise das Beleidigen eines Beleidigers. Ein weiteres Prinzip lautet, dass eine Verpflichtung zu etwas Gerechtem, die man eingegangen ist, unbedingt einzuhalten ist. Kriton bekräftigt sein früheres Bekenntnis zu diesen Grundsätzen.

### Die Anwendung der Theorie auf den aktuellen Fall
Wie Sokrates anschließend darlegt, ist nun die Frage zu untersuchen, ob er mit einer Flucht jemand schädigen oder eine gerechte Verpflichtung missachten würde. Hierzu trägt er das vor, was nach seiner Auffassung die Gesetze sagen würden, wenn sie reden und ihren Geltungsanspruch begründen könnten. Er lässt die personifizierten Gesetze das Wort ergreifen und die Position des Staates vertreten, wie es ein Redner täte, der die Gesetzlichkeit zu verteidigen hätte.
Die Gesetze würden geltend machen, dass ohne Respektierung ihrer Vorschriften die staatliche Gemeinschaft nicht bestehen könne. Sie würden einen in Kritons Sinn handelnden Sokrates fragen, ob er den Staat zugrunde richten wolle, indem er sich und damit jedem Bürger die Berechtigung zubillige, nach seinem persönlichen Ermessen rechtskräftige Gerichtsurteile zu missachten.
Darauf könnte Kriton – oder Sokrates, wenn er Kriton zustimmte – erwidern, er widersetze sich nicht dem gesamten Gesetzwesen, sondern nur einem Unrechtsurteil. Dann wäre aber an ihn die Frage zu richten, was er denn seiner Heimatstadt vorzuwerfen habe, deren Rechtswesen er mit seinem Verhalten untergrabe. Sokrates müsste, wenn er sich so verhielte, an die Grundlage seiner Existenz erinnert werden: Ihm wäre dann entgegenzuhalten, dass das Bestehen der staatlichen Ordnung die Voraussetzung dafür gewesen sei, dass sein Vater seine Mutter heiraten konnte. Dank dieser Ordnung sei er geboren worden, in ihrem Rahmen sei er gut erzogen worden. Den Gesetzen verdanke er wie jeder Athener alles Gute, was eine gesetzliche Ordnung den Staatsbürgern verschaffen könne. Daher sei das Vaterland mit seinen Gesetzen für ihn gleichsam ein Vater und habe noch mehr als ein Vater Anspruch auf seine Ehrerbietung und Loyalität. Wer die Verhältnisse und Gesetze in Athen missbillige, der könne mit seinem gesamten Besitz auswandern. Wer aber bleibe, der schließe damit implizit eine Vereinbarung mit dem Staat, durch die er sich zur Gesetzestreue verpflichte. Wenn er etwas im Justizwesen für verfehlt halte, sei es ihm anheimgestellt, die Ungerechtigkeit argumentativ aufzuzeigen; falls er dazu nicht in der Lage sei, habe er das geltende Recht zu respektieren. Dies gelte für Sokrates ganz besonders, denn er habe sein ganzes Leben in Athen verbracht und diesen Ort jedem anderen vorgezogen, sogar den Staaten, die er zu rühmen pflegte. Auch durch seine Familiengründung in seiner Heimatstadt habe er sein Einverständnis mit den athenischen Lebensverhältnissen demonstriert. Außerdem habe er in seinem Prozess die Verbannung als mögliche Alternative zur Hinrichtung abgelehnt und ihr den Tod ausdrücklich vorgezogen. Wenn er gewollt hätte, hätte er sich noch während des Prozesses für das Exil entscheiden und dann Athen auf legalem Weg verlassen können. Ein nachträglicher Versuch, eine freie und verbindliche Entscheidung einseitig rückgängig zu machen, sei schändlich.
Ferner führen die Gesetze gegen Kritons Meinung an, dass Sokrates, wenn er das Angebot annähme, mit der Flucht seine Helfer der Gefahr aussetzen würde, ebenfalls fliehen zu müssen oder ihr Vermögen einzubüßen. Hinzu komme, dass er als flüchtiger Gesetzesbrecher in einem gut eingerichteten Staat den Gutgesinnten suspekt wäre, denn man würde ihn verdächtigen, auch dort die Gesetze zu missachten. Er müsste also mit einer Gegend wie Thessalien vorliebnehmen, wo Unordnung und Zügellosigkeit herrschten. Dort könnte er mit der Geschichte von seinem jämmerlichen Entweichen Heiterkeit erregen. Als Philosoph, der seinen Grundsätzen untreu geworden ist, wäre er aber so diskreditiert, dass er seinen bisherigen Lebensinhalt, den philosophischen Dialog, aufgeben müsste. Dann bestünde sein Lebenssinn nur noch im Essen. Seine Kinder müsste er, wenn er sie nicht im Stich lassen wollte, nach Thessalien mitnehmen, wo sie heimatlos wären. Wenn er sie hingegen in Athen zurückließe, wäre zwar ihre gute Erziehung durch die Freunde gewährleistet, doch wäre sein Überleben ihnen dann zu nichts nütze.
Abschließend tragen die Gesetze eine eindringliche Mahnung vor: Wenn Sokrates nun stirbt, scheidet er aus dem Leben als einer, dem von den Menschen – nicht von den Gesetzen – Unrecht geschehen ist. Flieht er aber, so wird er seinerseits zum Unrechttäter gegen sich selbst, gegen seine Freunde, sein Vaterland und die Gesetze. Dann erwartet ihn als Übeltäter auch im Hades, dem Totenreich, Schlimmes.
Nachdem Sokrates das imaginäre Plädoyer der Gesetze beendet hat, bekennt er, davon selbst so ergriffen zu sein wie ein vom Klang der Flötenmusik berauschter Kulttänzer, ein Korybant. Dennoch fordert er Kriton auf, allfällige Gegenargumente zu äußern. Kriton weiß aber nichts einzuwenden, und Sokrates beendet das Gespräch mit dem Hinweis auf die göttliche Lenkung, der er sich anvertrauen will.

## Philosophische Bilanz

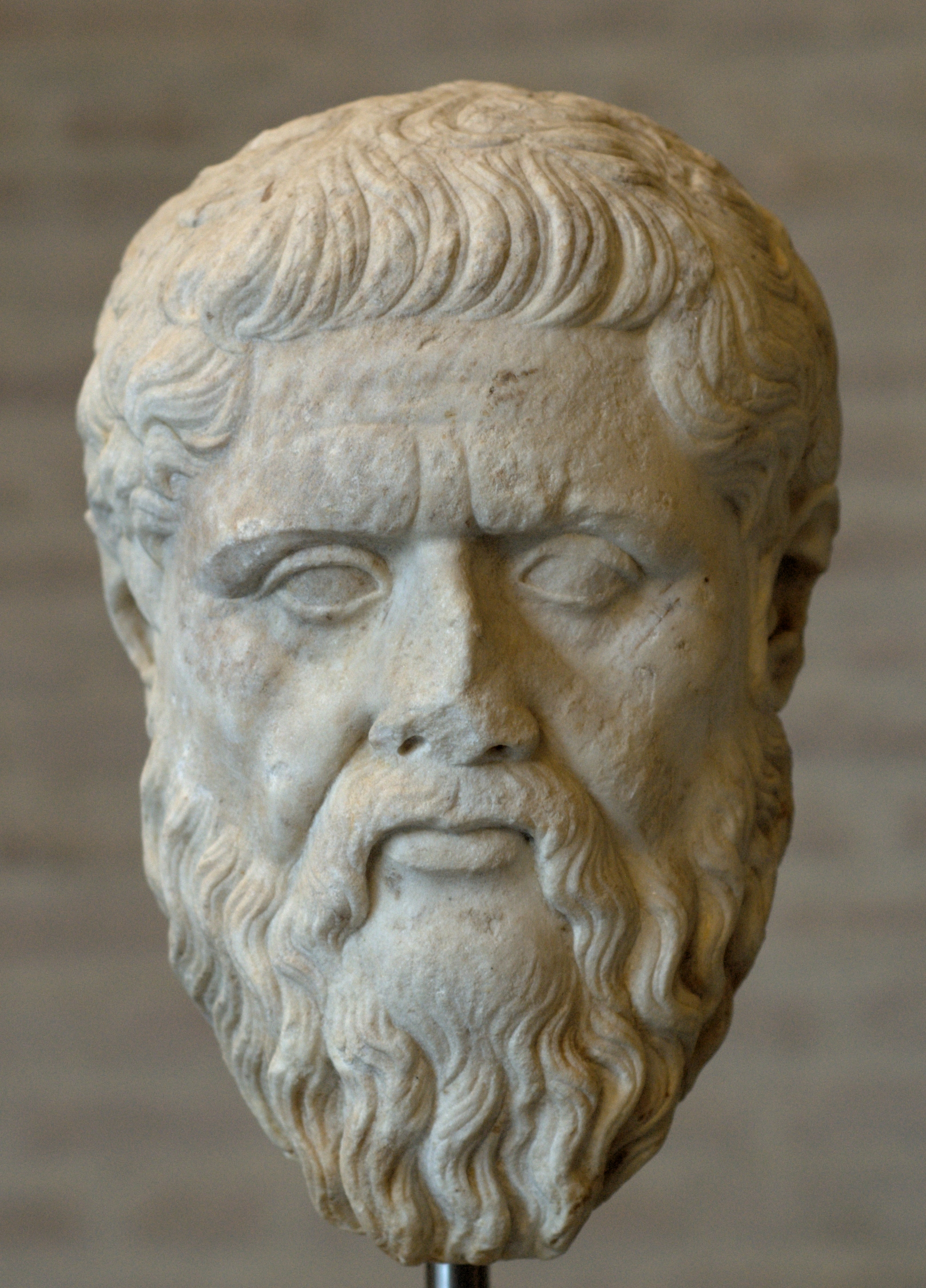
Platon (römische Kopie des griechischen Platonporträts des Silanion, Glyptothek München)

Ein zentraler Aspekt des Kriton ist die Betonung der Vernunft, die das einzige Kriterium für alle ethischen Entscheidungen liefern soll. Sokrates geht in diesem Dialog zuversichtlicher als in anderen Werken Platons von der objektiven Richtigkeit des Wissens aus, das dem Sachkundigen von der Vernunft vermittelt wird. Er nimmt also hier erkenntnistheoretisch eine relativ optimistische Haltung ein.
Über die ethischen und staatsphilosophischen Konsequenzen aus der Argumentation der personifizierten Gesetze bestehen in der Forschung erhebliche Meinungsverschiedenheiten. Schwierige Probleme, die sich in diesem Zusammenhang ergeben, werden im Dialog nicht geklärt, denn dessen Thema ist nur die Frage, wie Sokrates sich verhalten soll; es geht hier nicht um eine umfassende Klärung möglicher Konflikte im Spannungsfeld zwischen gesetzlichen Vorschriften und persönlichen ethischen Normen.

### Die Vertragstheorie
Auffällig ist die unerbittliche Konsequenz, mit der die personifizierten Gesetze im Kriton die Gesetzestreue verteidigen. Sie kontrastiert mit der scharfen Kritik, die Platon sonst am athenischen Staat und dessen Institutionen übt. Zur Begründung der Loyalitätsforderung dient vor allem eine Vertragstheorie: ein Konzept, dem zufolge die Loyalitätspflicht der Bürger auf einer Übereinkunft zwischen ihnen und dem Staat basiert. Eine Stütze findet die Vertragstheorie im damaligen Verständnis der Staatsbürgerschaft. Das athenische Bürgerrecht wurde nicht bei der Geburt oder beim Erreichen des Volljährigkeitsalters automatisch erworben, sondern die Nachkommen von Stadtbürgern mussten, um die Bürgerrechte zu erhalten, einen Antrag stellen und sich einer „Prüfung“ (dokimasía) unterziehen. Der Inhalt der „Prüfung“ ist nicht bekannt, vielleicht beschränkte sie sich auf die Feststellung der Abstammung. Dieses Verfahren des Erwerbs der Staatsbürgerschaft wird im Dialog erwähnt. Aus dem Willensakt, mit dem man sich hierfür entschied, ließ sich ein vertragsähnliches Verhältnis des Bürgers zum Staat ableiten.

### Überzeugen oder gehorchen
Zu den kontrovers diskutierten Fragen gehört die Auslegung der von den Gesetzen vertretenen „persuade-or-obey doctrine“. Dabei handelt es sich um den Grundsatz, dass der Bürger, der ein Urteil oder eine Vorschrift für ungerecht hält, dennoch gehorchen muss, wenn es ihm nicht gelingt, die zuständige Instanz von der Ungerechtigkeit zu überzeugen und so auf legalem Weg eine Änderung herbeizuführen. Wer keine dieser beiden Alternativen wählt, dem bleibt nach dem Ethikverständnis der Gesetze nur die Auswanderung. Das hat allerdings die problematische Konsequenz, dass das Inkrafttreten eines einzigen ungerechten Gesetzes alle anständigen Bürger zwingt, aus Gewissensgründen ins Exil zu gehen.
Obwohl Sokrates das Exil grundsätzlich ablehnte, fand sich für ihn persönlich eine ethisch vertretbare Lösung, da er durch das Gerichtsurteil nicht zum Begehen, sondern nur zum Erleiden eines Unrechts verpflichtet war, was nach Platons Ethikverständnis weniger schlimm und nötigenfalls hinnehmbar ist. Die Frage, wie man sich zu verhalten hat, wenn der Staat aktive Beteiligung an einem Unrecht fordert und Auswanderung nicht möglich ist, wird im Kriton nicht erörtert. Aus dem Gesamtzusammenhang von Platons Ethik ergibt sich jedoch, dass für ihn in diesem Fall die Vermeidung des Unrechts zweifellos Vorrang hat.
Mit der grundsätzlichen Problematik der Alternative „überzeugen oder gehorchen“ hängt die in der neueren Forschung kontrovers diskutierte Frage zusammen, wie „autoritär“ oder „liberal“ man sich das staatsrechtliche Denken des platonischen Sokrates vorzustellen hat. Strittig ist insbesondere, inwieweit sich der von Platon dargestellte Sokrates mit den einzelnen Argumenten, die er von den Gesetzen vortragen lässt, und deren weitreichenden Konsequenzen identifiziert. Die Problematik der „autoritären“ Interpretation, der zufolge er auf ausnahmsloser Gesetzestreue beharrt, tritt dort zutage, wo diese Position mit seinem Gebot, unter keinen Umständen jemals ein Unrecht zu begehen, in Konflikt gerät. Ein solcher Konflikt entsteht, sobald ein Bürger durch eine Rechtsnorm zum Unrechthandeln gezwungen wird und es ihm nicht möglich ist, mit Argumenten eine Änderung zu erwirken.
Zur Behebung dieses Problems plädieren manche Forscher für eine „liberale“ Auslegung der Stellungnahme, die Sokrates den personifizierten Gesetzen in den Mund legt. Nach diesem Verständnis ist die dort erhobene Forderung nach Gesetzestreue nicht absolut bedingungslos, sondern hat bestimmte Voraussetzungen, bei deren Wegfall sie hinfällig würde. Andere Interpretationen gehen davon aus, dass Sokrates die Gesetze zwar „autoritär“ argumentieren lässt, selbst jedoch wesentlich „liberaler“ denkt.

### „Autoritäre“ und „liberale“ Deutungsmodelle
Eine „liberale“ Auslegung der Ausführungen der Gesetze schlägt Sandrine Berges vor. Sie geht von der Überlegung aus, dass die Übereinkunft zwischen der staatlichen Gemeinschaft und dem Individuum eine gegenseitige Verpflichtung beinhaltet. Die Gesetzgebung verschafft – wie die Gesetze im Dialog betonen – dem Staatsbürger seine Existenzgrundlage und ein für sein Gedeihen förderliches Umfeld und er hält sich dafür loyal an die Gesetze. Gedeihen bedeutet im Sinne des Sokrates Charakterbildung, das heißt Erwerb der Tugendhaftigkeit als Voraussetzung zu einem guten Leben. In diesem Sinne ist die Analogie zum Verhältnis zwischen Eltern und Kind zu verstehen: Die Eltern erziehen das Kind zu einem guten Menschen und können dafür dessen Gehorsam erwarten, die Gesetze fördern die Tugendhaftigkeit der Bürger und sind daher zu respektieren. In beiden Fällen muss die übergeordnete Instanz ihre Verpflichtung erfüllen, um einen Anspruch auf Gehorsam zu haben. Beim Verhältnis zwischen Sokrates und den athenischen Gesetzen ist das trotz des Fehlurteils des Gerichts der Fall. Anderenfalls bestünde keine Pflicht zur Gesetzestreue.
Nach dem Verständnis von Richard Kraut fordern die Gesetze nur einen ernsthaften Versuch, die zuständige Instanz zu überzeugen. Missglückt dieser Versuch, so ist bürgerlicher Ungehorsam zulässig. Dagegen wendet eine Reihe von Kritikern ein, dies lasse sich Platons Text nicht entnehmen, vielmehr werde bei einem Scheitern des Überzeugungsversuchs unbedingter Gesetzesgehorsam gefordert. Somit bestehe das Dilemma in voller Schärfe.
Während die „liberale“ Auslegung der Stellungnahme der personifizierten Gesetze auf starke Bedenken gestoßen ist, findet ein völlig anderer Lösungsweg, der von einem „autoritären“ Ausgangspunkt zu einem „liberalen“ Ergebnis führt, in der neueren Forschung viel Anklang. Die Vertreter dieses Ansatzes gehen davon aus, dass die Stellungnahme der Gesetze zwar im „autoritären“ Sinn zu verstehen ist, aber nicht oder nur teilweise mit Sokrates’ eigener Position übereinstimmt. Demnach hält Platons Sokrates zwar das Ergebnis der Argumentation, die er den Gesetzen in den Mund legt, hinsichtlich seines eigenen Falles für richtig, aber seine Wertordnung unterscheidet sich von der ihren. Die generellen Forderungen der Gesetze und ihre „autoritären“ Begründungen müssen nicht seiner und Platons eigener Sichtweise entsprechen. Nach der schwächeren Variante dieser Hypothese ist Sokrates zwar von der Argumentation der Gesetze beeindruckt, doch bedeutet das nicht, dass er sich mit allen ihren Überlegungen identifiziert und deren Konsequenzen bejaht. Nach der stärkeren Variante stimmt er den Gesetzen nur hinsichtlich des Ergebnisses – der Ablehnung der Flucht – zu, lehnt aber den Weg, auf dem sie zu dem Ergebnis gelangt sind, grundsätzlich ab; seine Zustimmung zum Ethikverständnis der Gesetze ist nicht ernst gemeint, sondern ironisch.
Vertreter dieser Deutungsweise weisen darauf hin, dass Sokrates am Schluss des Dialogs die Wirkung, die das Plädoyer der Gesetze auf ihn hat, mit der ekstatischen Verzückung vergleicht, die bei kultischen Tänzen erzeugt wird. Das ist ein irrationaler Aspekt, der mit der philosophischen Forderung nach unbedingter Herrschaft der Vernunft kontrastiert. In Platons Werken erscheint Sokrates als Philosoph, der stets vernünftig handelt und mit seiner außergewöhnlichen Selbstbeherrschung Bewunderung erregt, zugleich aber auch als ein sehr starken Affekten ausgesetzter Mensch. Wesentlich ist dabei, dass die Vernunft immer die Kontrolle behält und dass er Wissensansprüche, die auf einer irrationalen Grundlage erhoben werden, skeptisch beurteilt. Daher wird der Vergleich mit den von Begeisterung ergriffenen Tänzern als Indiz dafür gewertet, dass zwischen den radikalen, suggestiven Forderungen der Gesetze und der philosophisch reflektierten Position des Sokrates ein Unterschied besteht. Demnach ist Sokrates’ Beschreibung seiner Ergriffenheit ironisch zu verstehen, so wie in der Apologie, seiner Verteidigungsrede vor Gericht, wo er zu Beginn ironisch behauptet, die Überredungskraft seiner Ankläger habe ihn fast dazu gebracht, sich selbst zu vergessen.
Die starke Variante der Interpretation, die den Standpunkt des Sokrates von dem der Gesetze unterscheidet, vertritt insbesondere Roslyn Weiss. Sie weist darauf hin, dass der im Dialog dargestellte Kriton zwar ein alter Freund des Sokrates ist und daher die sokratische Ethik gut kennen müsste, aber – wie seine Überlegungen und Reaktionen zeigen – als offensichtlich unphilosophischer Mensch außerstande ist, ihre Grundlagen zu verinnerlichen. Nach der Hypothese von Weiss ist dies der Grund dafür, dass Sokrates die Gesetze auftreten lässt und ihnen die Aufgabe überträgt, dem Freund im Rahmen von dessen Verständnishorizont – also „autoritär“ – begreiflich zu machen, dass eine Flucht falsch wäre. Ein Indiz hierfür sieht Weiss darin, dass Sokrates die Gesetze erst einführt, nachdem Kriton ihm gesagt hat, dass er der philosophischen Argumentation nicht folgen kann. Als weiteren Anhaltspunkt führt Weiss an, dass Sokrates die Ausführungen zugunsten der Gesetzestreue als etwas bezeichnet, was ein Redner vortragen würde. Dies drücke eine Distanzierung aus, da der platonische Sokrates generell die Rhetorik als unredliche, manipulative Art des Überzeugens ablehne.
Auch Thomas Alexander Szlezák betont, dass die Begründung für die Haltung des Sokrates, die dieser seinem unphilosophischen Freund gibt, nicht philosophisch anspruchsvoll, sondern emotional sei, denn sie orientiere sich zwangsläufig an Kritons Reflexionsniveau. Der für Sokrates selbst maßgebliche Gesichtspunkt sei nicht hier, sondern im Dialog Phaidon zu finden. Auffällig ist, dass Sokrates im Kriton das Wort „Seele“ – einen zentralen Begriff seines Denkens – vermeidet und mit einer metaphysisch neutralen Umschreibung umgeht, offenbar weil – wie im Phaidon deutlich wird – Kriton die philosophische Annahme einer unsterblichen Seele nicht akzeptiert.
Anderer Meinung ist David Bostock. Er glaubt, das „autoritäre“ Konzept, also ein ethisches Gebot absoluter Gesetzestreue, entspreche der Auffassung, die Platon dem Leser im Kriton nahebringen wolle. Erst in späteren Werken habe der Philosoph die Problematik dieser Position erkannt und seinen Standpunkt modifiziert. Auch eine Reihe weiterer Stimmen in der neueren Forschung halten an der traditionellen Auslegung fest, wonach die Position der Gesetze mit der des platonischen Sokrates zu identifizieren ist.

### KritonundApologie– Gesetzestreue und ethische Autonomie
Ein in der Forschungsliteratur oft erörtertes Problem ist das Verhältnis des Kriton zur Apologie, der von Platon als literarisches Werk gestalteten Verteidigungsrede, die Sokrates vor Gericht gehalten haben soll. In der Apologie erklärt Sokrates, dass er einem hypothetischen Gerichtsurteil, das ihn unter Androhung der Todesstrafe zum Verzicht auf öffentliches Philosophieren zwänge, nicht Folge leisten würde, denn eine solche Unterlassung eines Dienstes an der Öffentlichkeit wäre für ihn ein Unrecht. Hier haben manche Forscher einen Widerspruch zu Sokrates’ Haltung im Kriton gesehen und verschiedene Erklärungen für die scheinbare oder tatsächliche Inkonsistenz vorgeschlagen. Eine der Erklärungen lautet, es liege keine wirkliche Inkonsistenz vor, da die beiden Fälle – der reale im Kriton und der hypothetische in der Apologie – fundamental verschieden und nach verschiedenen Prinzipien zu beurteilen seien. Nach einem weiteren Lösungsvorschlag ist die Überlegung in der Apologie rein theoretischer Natur, da ein Philosophieverbot keine Rechtsgrundlage hätte und keine Situation vorstellbar ist, in der das Gericht tatsächlich Sokrates eine solche Strafe hätte auferlegen können, es sei denn, der Angeklagte hätte dies selbst vorgeschlagen. Dagegen wird allerdings eingewendet, es handle sich um ein Gedankenexperiment, das seinen Sinn verliere, wenn man davon ausgehe, dass der hypothetische Fall niemals eintreten könne. Für eine andere Lösung treten Mario Montuori und Giovanni Reale ein: Sie glauben, der Kriton sei erst lange nach der Apologie entstanden und die Unterschiede hingen mit dem großen zeitlichen Abstand der beiden Werke zusammen. Reale meint, in der Apologie – einem Jugendwerk – lasse Platon den historischen Sokrates zu Wort kommen, im Kriton stecke er selbst hinter der Maske des Sokrates. James Stephens nimmt einen nicht auflösbaren Widerspruch an.

## Entstehungszeit und historischer Hintergrund
Die Echtheit des Kriton gilt als sicher; in der neueren Forschung hat nur Holger Thesleff Platons Autorschaft bezweifelt. Mitunter ist der Dialog in die Nähe der mittleren Schaffensperiode Platons gerückt oder dieser sogar zugezählt worden, doch gewöhnlich wird er als Frühwerk betrachtet. Einige italienische Forscher plädieren für eine Spätdatierung, sie weisen dem Kriton einen Platz unweit der spät entstandenen Nomoi zu. Vermutlich fällt seine Abfassung ungefähr in dieselbe Zeit wie die der inhaltlich verwandten Apologie, deren Datierung allerdings umstritten ist. Jedenfalls entstand der Kriton nach dem Tod des Sokrates, der im Frühjahr 399 v. Chr. hingerichtet wurde.
Es ist wohl eine historische Tatsache, dass Freunde des Philosophen einen Fluchtplan entworfen haben und dass er dieses Vorhaben abgelehnt hat, denn auch der Zeitgenosse Xenophon, ein Schüler des Sokrates, berichtet davon. Unbekannt ist allerdings, inwieweit das theoretische Konzept, das im Kriton zur Begründung der Entscheidung gegen den Plan vorgetragen wird, der Position des historischen Sokrates entspricht. Manche Philosophiehistoriker vermuten, dass die im Kriton dargestellte Sokratesfigur dem historischen Sokrates relativ nahesteht. William K. C. Guthrie hält die Vertragstheorie für einen Bestandteil der Philosophie des historischen Sokrates.

## Rezeption

### Antike und Mittelalter
In der Tetralogienordnung der Werke Platons, die anscheinend im 1. Jahrhundert v. Chr. eingeführt wurde, gehört der Kriton zur ersten Tetralogie. Der Philosophiegeschichtsschreiber Diogenes Laertios zählte ihn zu den „ethischen“ Schriften und gab als Alternativtitel „Über das, was getan werden muss“ an. Dabei berief er sich auf eine heute verlorene Schrift des Mittelplatonikers Thrasyllos.
Cicero griff den Gedanken Platons auf, dass der Bürger dem Staat zu tätiger Dankbarkeit verpflichtet sei.
In platonfeindlichen Kreisen fand der Kriton einen negativen Widerhall. Der Gelehrte Athenaios, der einer antiplatonischen Quelle Material entnahm, beschuldigte Platon, Kriton angegriffen zu haben. Damit bezog er sich offenbar auf den Umstand, dass Kriton im Dialog einen unvorteilhaften Eindruck macht, da er eine undurchdachte Position vertritt, zu deren Verteidigung er dann nichts vorzubringen weiß. Ein weiterer antiplatonischer Autor, der Epikureer Idomeneus von Lampsakos, behauptete, der Fluchtvorschlag stamme in Wirklichkeit nicht von Kriton, sondern von dem Sokratiker Aischines von Sphettos. Platon habe den wahren Urheber verschwiegen, da sein Verhältnis zu ihm schlecht gewesen sei, und habe im Dialog Kriton die Rolle des Aischines zugewiesen.
Es ist kein antiker Textzeuge erhalten geblieben. Die älteste erhaltene mittelalterliche Kriton-Handschrift wurde im Jahr 895 im Byzantinischen Reich angefertigt. Bei den lateinischsprachigen Gelehrten des Westens war der Kriton im Mittelalter unbekannt; in der islamischen Welt hingegen existierte eine arabische Übersetzung.

### Frühe Neuzeit

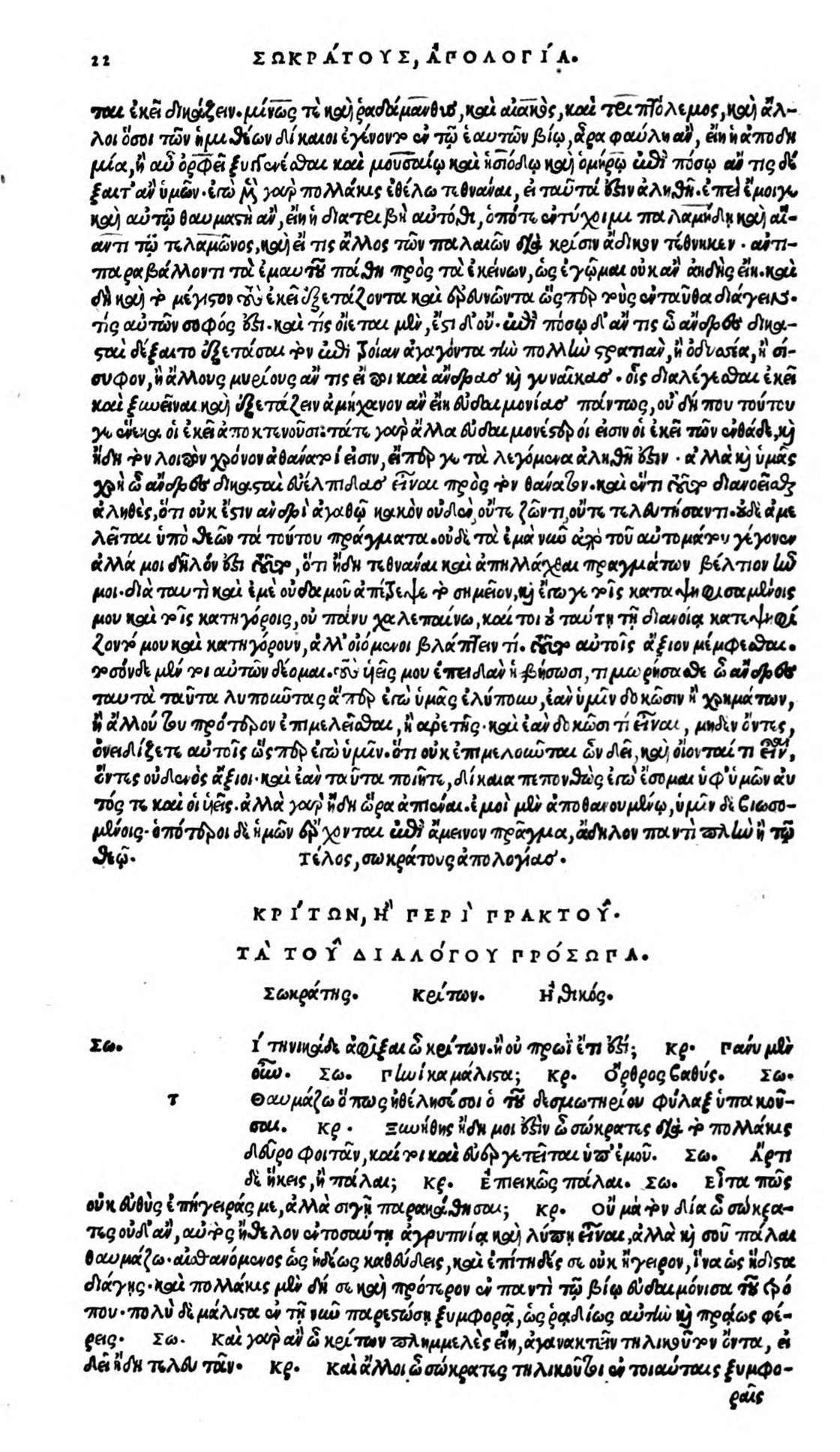
Der Anfang des Kriton in der Erstausgabe, Venedig 1513

Im Westen wurde der Kriton im Zeitalter des Renaissance-Humanismus wiederentdeckt. Die erste lateinische Übersetzung fertigte der italienische Humanist und Staatsmann Leonardo Bruni im ersten Jahrzehnt des 15. Jahrhunderts an. Da er sie später unbefriedigend fand, erstellte er eine überarbeitete Fassung, die er spätestens 1427 abschloss. Beide Fassungen versah er mit Einleitungen. Ihm gefiel besonders die staatsphilosophische Argumentation der personifizierten Gesetze, die er für seine eigene Schrift De militia verwertete. Für sein eigenes Verhalten im Dienst seines Vaterlandes – der Republik Florenz – berief er sich auf das Vorbild des im Kriton dargestellten Sokrates. Eine weitere lateinische Übersetzung stammt von Rinuccio da Castiglione; es handelt sich um eine Überarbeitung von Brunis erster Fassung. Der dritte humanistische Übersetzer des Dialogs war Marsilio Ficino. Er veröffentlichte seinen lateinischen Kriton 1484 in Florenz in der Gesamtausgabe seiner Platon-Übersetzungen.
Die Erstausgabe des griechischen Textes erschien im September 1513 in Venedig bei Aldo Manuzio in der von Markos Musuros herausgegebenen Gesamtausgabe der Werke Platons.
Der Philosoph David Hume (1711–1776) erwähnte die Vertragstheorie im Kriton als das einzige ihm bekannte antike Beispiel für die Vorstellung eines der Regierung implizit gegebenen Loyalitätsversprechens der Bürger. Hume war ein scharfer Gegner der neuzeitlichen Vertragstheorien. Er meinte, Platons Sokrates begründe den Gesellschaftsvertrag in der Art der Whigs und ziehe daraus die Konsequenz eines passiven Gehorsams in der Art der Tories.

### Moderne

#### Literarische Aspekte
Der einflussreiche Platon-Übersetzer Friedrich Schleiermacher schrieb zu seiner 1805 erschienenen Kriton-Übersetzung eine Einleitung, in der er die Meinung äußerte, dieser Dialog sei wohl „nicht ein vom Platon eigentlich gebildetes Werk“, sondern ein „wirklich so vorgefallenes Gespräch“. Platon habe an dem ihm mitgeteilten Gesprächsverlauf nur nebensächliche Veränderungen vorgenommen. Zwar sei „die Idee im Ganzen schön und klar ausgeführt“, doch zeige sich im Einzelnen ein Mangel an Durchgestaltung, der nicht zu einer literarischen Fiktion passe.
Die literarische Qualität wird meist günstig beurteilt. Für Paul Shorey und William K. C. Guthrie ist der Dialog ein Meisterwerk. Dieser Ansicht ist auch Thomas Alexander Szlezák: „Sprache, Argumentation und Charakterdarstellung sind meisterhaft aufeinander abgestimmt.“ Kurt Hildebrandt hebt die „Stimmung großartiger Gelassenheit“ hervor. Franz von Kutschera urteilt, es sei ein sehr gut geschriebener Dialog, der sowohl durch die Atmosphäre des Gesprächs beeindrucke als auch durch die Haltung des Sokrates und „die Konzeption eines philosophischen Lebens als ausschließlicher und konsequenter Orientierung an Vernunftgründen“. Luis Noussan-Lettry lobt die „Vereinigung von spekulativer Tiefe und poetischer Gestaltungskraft in diesem Kunstwerk Platons“. Michael Erler findet den Kriton literarisch reizvoll.
Ernst Milobenski meint, der Kriton sei für das Sokratesbild unentbehrlich, da er den Hauptzug dieses Bildes, die Bewährung der Lehre durch die Tat, in besonderer Klarheit zu Bewusstsein bringe.

#### Philosophische Aspekte
Der einflussreiche Philologe Ulrich von Wilamowitz-Moellendorff fand im Kriton keinen philosophischen Gehalt. Der Dialog belehre nur „über die Pflicht des Staatsbürgers, aber auch das nicht abstrakt, sondern sokratisch, athenisch“. Sokrates werde als „peinlich gehorsamer und pflichttreuer Staatsbürger“ dargestellt; damit habe ihn Platon „bei den braven Bürgern, die sich um Philosophie nicht kümmerten“, rechtfertigen wollen. Auch in neuerer Fachliteratur wird die Ansicht vertreten, Platon sei es hier nicht darum gegangen, universelle Grundsätze philosophisch darzulegen und zu begründen, sondern er habe nur seinen Lesern die persönliche Entscheidung des Sokrates verständlich machen wollen. Olof Gigon sieht in dem Dialog ein anspruchsloses, aber liebenswürdiges kleines Werk von philosophisch bescheidenem Gewicht. Ungeachtet solcher Urteile wird der Kriton aber in der philosophiegeschichtlichen und rechtsphilosophischen Forschung als Stellungnahme zu grundsätzlichen Fragen ernst genommen und lebhaft und kontrovers diskutiert. Reginald E. Allen hält den Dialog für eines der großen Meisterwerke der Rechtsphilosophie; dies könne man allerdings erst bei einem richtigen Verständnis des oft missverstandenen Werks erkennen. Luis Noussan-Lettry argumentiert in einer eingehenden Untersuchung gegen die Annahme, es handle sich um eine biographische, nicht philosophische Schrift.
Erst die intensiven Forschungsdiskussionen haben die Vertracktheit des scheinbar einfachen Textes ans Licht gebracht. Hellmut Flashar konstatiert, der Kriton sei nicht so einfach, wie er aussehe. Er sei kompliziert und mehrschichtig und berge erhebliche Schwierigkeiten.
In modernen ethischen und staatsphilosophischen Debatten spielt die Frage, wie weit die Gesetzestreue zu gehen hat und wie ein unbedingter Gesetzesgehorsam zu beurteilen ist, eine wichtige Rolle. Sie wird besonders in Zusammenhang mit dem zivilen Ungehorsam und der Problematik des Gewissensnotstands erörtert. Dabei nehmen vor allem Autoren im angelsächsischen Raum zustimmend oder ablehnend auf Gedankengänge im Kriton Bezug. Allerdings wird in diesem Diskurs der antike Dialog im Licht moderner Fragestellungen betrachtet. Darin liegt die Gefahr, heutige politische Vorstellungen auf die Zeit Platons zu übertragen.
Im 19. und frühen 20. Jahrhundert war die „autoritäre“ Interpretation der Stellungnahme der personifizierten Gesetze und des gesamten Dialogs die allgemein vorherrschende Betrachtungsweise und wurde kaum problematisiert. Es galt als selbstverständlich, dass Platon eine absolute Unterwerfung unter die geltenden Gesetze als heilige staatsbürgerliche Pflicht angesehen und keinerlei Ausnahmen in Betracht gezogen hat. Erst in der zweiten Hälfte des 20. Jahrhunderts begann eine intensive, weiterhin andauernde Debatte um alternative „liberale“ Erklärungsmodelle.
Die Qualität der von den personifizierten Gesetzen vorgebrachten Argumente wird in der Forschungsliteratur sehr unterschiedlich eingeschätzt. Viele Befürworter einer „autoritären“ Interpretation gelangen zu einem ungünstigen oder sogar vernichtenden Urteil über die Ausführungen in diesem Teil des Werks. Diejenigen von ihnen, welche den Standpunkt der Gesetze mit dem Platons und seines Sokrates gleichsetzen, beurteilen daher auch den philosophischen Gehalt des gesamten Dialogs negativ. Sie halten die Forderung nach bedingungsloser Unterwerfung unter die Herrschaft der Gesetze für schlecht begründet und ethisch inakzeptabel. Gerügt wird, die Argumentation sei überzogen und appelliere an Emotionen; der Vergleich zwischen den Eltern und dem Staat, wonach man dem Staat noch mehr Loyalität schulde als den Eltern, könne nicht einmal als Argument gelten. Die Gegenmeinung lautet, der Text sei sorgfältig ausgearbeitet und wenn man die Gedankengänge richtig verstehe, seien sie schlüssig.
Romano Guardini hebt hervor, im Kriton dringe „das philosophische Ur-Erlebnis der Gültigkeit“ durch, wonach diese – in diesem Fall als ethische Norm – „aus sich heraus, unabhängig von allen empirischen Bedingungen“ bestehe und als solche erkannt werden könne.
Karl Popper hält den Kriton für eine im Wesentlichen richtige Darstellung der Denkweise des historischen Sokrates. Vielleicht sei der Dialog sogar auf dessen Wunsch geschrieben worden. Zusammen mit der Apologie bilde er den letzten Willen des Philosophen. Als überzeugter Demokrat habe Sokrates die Flucht abgelehnt, um seine Treue zum demokratischen Staat und dessen Gesetzen zu beweisen. Er habe nicht ins Exil gehen wollen, da man ihn sonst für einen Gegner der Demokratie gehalten hätte und er damit der Staatsform, zu der er sich bekannt habe, geschadet hätte.
Peter Sloterdijk meint, der Kriton sei einer der „initiatischen Texte der Philosophie schlechthin“, mit denen Platon „eine neue Lebensform der Wahrheitssuche“ gestiftet habe. Kriton sei der Verteidiger des Diesseits gegen den machtvollen Todestrieb seines Meisters. Er spiele eine „halb lächerliche, halb ergreifende Rolle“. Für Sokrates sei das Leben nichts als ein Lehren, daher habe er konsequenterweise „noch seinen letzten Atemzug in ein Argument und seine letzte Stunde in ein Beweisstück verwandelt“.

## Ausgaben und Übersetzungen
Kritische Ausgaben, teilweise mit Übersetzung
- William S. M. Nicoll (Hrsg.): Kriton. In: Elizabeth A. Duke u. a. (Hrsg.): Platonis opera, Band 1, Oxford University Press, Oxford 1995, ISBN 0-19-814569-1, S. 65–84 (maßgebliche kritische Edition).
- Gunther Eigler (Hrsg.): Platon: Werke in acht Bänden, Band 2, 5. Auflage, Wissenschaftliche Buchgesellschaft, Darmstadt 2005, ISBN 3-534-19095-5, S. 71–107 (Abdruck der kritischen Ausgabe von Maurice Croiset, 9. Auflage, Paris 1966, mit der deutschen Übersetzung von Friedrich Schleiermacher, 2., verbesserte Auflage, Berlin 1818).

Moderne Übersetzungen, teilweise mit unkritischen Ausgaben
- Otto Apelt (Übersetzer): Platons Apologie des Sokrates und Kriton. In: Otto Apelt (Hrsg.): Platon: Sämtliche Dialoge, Bd. 1, Meiner, Hamburg 2004, ISBN 3-7873-1156-4 (Übersetzung mit Einleitung und Erläuterungen; Nachdruck der 2., durchgesehenen Auflage, Leipzig 1922).
- Wolfgang Bernard (Übersetzer): Platon: Kriton. Übersetzung und Kommentar (= Platon: Werke, hrsg. von Ernst Heitsch u. a., Bd. I 3). Vandenhoeck & Ruprecht, Göttingen 2016, ISBN 978-3-525-30436-5
- Winfried Czapiewski (Übersetzer): Platon über den Tod des Sokrates. Vier Schriften Platons zu Person und Tod des Sokrates: Euthyphron, Apologie, Kriton, Phaidon. Laufen, Oberhausen 2018, ISBN 978-3-87468-378-4.
- Manfred Fuhrmann (Übersetzer): Platon: Apologie des Sokrates, Kriton. Reclam, Stuttgart 1988, ISBN 3-15-000895-6 (mit Nachwort).
- Kurt Hildebrandt (Übersetzer): Platon: Apologie, Kriton. Reclam, Stuttgart 1984, ISBN 3-15-000-895-6.
- Rudolf Rufener (Übersetzer): Platon: Die Werke des Aufstiegs (= Jubiläumsausgabe sämtlicher Werke, Bd. 2). Artemis, Zürich/München 1974, ISBN 3-7608-3640-2, S. 249–268 (mit Einleitung von Olof Gigon S. 75–87).
- Friedrich Schleiermacher (Übersetzer): Kriton. In: Erich Loewenthal (Hrsg.): Platon: Sämtliche Werke in drei Bänden, Bd. 1, unveränderter Nachdruck der 8., durchgesehenen Auflage, Wissenschaftliche Buchgesellschaft, Darmstadt 2004, ISBN 3-534-17918-8, S. 37–54.

Lateinische Übersetzungen (15. Jahrhundert)
- Ernesto Berti, Antonella Carosini (Hrsg.): Il Critone latino di Leonardo Bruni e di Rinuccio Aretino. Olschki, Florenz 1983, ISBN 88-222-3127-9 (kritische Edition).